# Benkelman (Nebraska)
Benkelman település az Amerikai Egyesült Államok Nebraska államában, Dundy megyében, melynek megyeszékhelye is. Lakosainak száma 821 fő (2020. április 1.).

## Népesség
A település népességének változása:

| 2010 | 953 |
| 2020 | 821 |